# 辛博森
伯特伦·伦诺克斯·辛普森（英語：Bertram Lenox Simpson，1877年—1930年11月11日），汉名辛博森，笔名B·L·帕特南·威尔（英語：B.L. Putnam Weale），是一名出生于中国的英国记者暨海关官员。辛博森出身海关世家，早年加入中国海关，后因报道义和团成名后改行专任驻华记者，曾在北洋政府中担任政府顾问，1930年受阎锡山委任掌管津海关，任内遭遇暗杀后不治身亡。

## 生平

### 家庭背景
辛博森于1877年出生于中国宁波，父亲辛盛（Clare Lenox Simpson）在1861年考入中国海关总税务司，1873年升为副税务司，1877年为税务司，先后在上海、烟台、九江、汕头、天津等地工作，1809年于天津去世:441。辛博森出生时辛盛正任职于宁波海关，辛博森为家中次子，有一兄一妹。在宁波度过童年后，家人将辛博森送回英格兰接受教育，就读于寄宿制的布莱顿公学，辛博森后来还到瑞士留学，能讲流利的德语、法语、汉语，毕业后于1896年加入中国海关，担任总税务司署任录事司。:78

### 义和团事变
义和团运动发起时辛博森才23岁，任职于北京的海关总司从事文书工作，但他更热衷于“游谈宴会、驰击马球”的娱乐活动，在工作之余为英国报章撰写中国报道。在义和团包围东交民巷后，辛博森也受困于北京使馆区，他和莫里森等人在受困期间将其亲身见闻汇成报道送出北京在海外出版，凭借使馆区的报道成为当时国际舆论的焦点。辛博森亲身参与了使馆的卫队，并参加了使馆区的多场战斗，并且在自己的日记中绘声绘色描述自己每日击杀义和团取乐的场景，同时也揭露清政府中暗中通信、输送物资出卖义和团的另一面。在八国联军攻入北京之后，辛博森不仅“绘影绘声，历历如睹”地描绘了列强在北京城内打死烧杀抢掠的野蛮行径，并且参与到联军的掠夺之中，为联军充当翻译，并到紫禁城内闯入慈禧寝宫并掠夺户部银库。战后，辛博森很快于1901年离开了海关，离任前英国驻华公使窦纳乐曾试图清算参与掠夺的辛博森，虽然辛博森没有因此入狱，但很有可能因此不再受到海关待见。:24
辛博森离开海关后成为专职记者，为数家英国报章撰写稿件，1911年辛亥革命后成为每日电讯报的专职记者，1916年后又成为黎元洪的对外宣传顾问。在民国建立后，他看到莫理循所藏有关义和团的报道大多避讳当时的恶劣行径，因此于1916年出版《庚子使馆被围记》回顾了义和团事件的亲身经历，毫不避讳八国联军在当时的暴行，由此受到学界的重视。

### 天津遇刺身亡
在担任每日电讯报记者后不久，他就凭一篇捏造总统府人士反对莫理循出任袁世凯政治顾问的报道操弄舆论，参与到北京城的政治斗争中。1916年他也成为了大总统黎元洪的对外宣传顾问，奉系军阀当政后则为张作霖在北京创办中英文报纸《东方时报》进行反共宣传，北伐后阎锡山占据平津，辛博森则服务于阎锡山。:78-79
1930年3月阎锡山同冯玉祥等地方势力联合起来，企图通过武力逼迫时任国民政府领导人蒋中正下台，阎锡山在北平设立与南京国民政府对立的军政府，南京方面也通电将阎锡山搁置，并最终在5月1日宣布讨伐阎锡山，中原大战正式爆发。为了筹措战争所需的军饷，辛博森建议阎锡山从当时英国人手中接收海关，将海关收入充当军饷。由于辛博森有过海关任职的经验，并且为阎锡山在接收海关问题上出谋划策，因此顺理成章受阎锡山委任接收海关。阎锡山势力从4月开始通过外交手段谋求津海关，并最终通过武力逼迫津海关司务贝泐于6月16日离职，随后辛博森入主津海关，并扬言要接管更多海关。4日后，南京政府命令海关总司责令津海关停关，贝泐则发出封关通告宣布海关停工，南京也对前往天津的货船施以制裁，要求船东必须在别处口岸缴足税款才能通关，因此津海关收入骤减，基本处于半停摆的状况。9月，张学良率领东北军入关占领天津驱逐阎锡山势力，辛博森见大势已去开始闭门不出。10月1日傍晚7时15分至30分，有3人来到津海关税务司官邸求见辛博森，辛博森刚一露面就连发数枪，旋即驾车逃离现场。辛博森中弹后被送往德美医院抢救，虽然事后立即进行了手术，但由于伤势过重只能进行保守治疗，最终于11月11日死亡。关于事件凶手和幕后众说纷纭，国民政府档案显示蒋中正曾密令刺杀辛博森，津海关档案则称贩毒者谋杀，坊间则传言东北军谋杀。